# Hypèpes

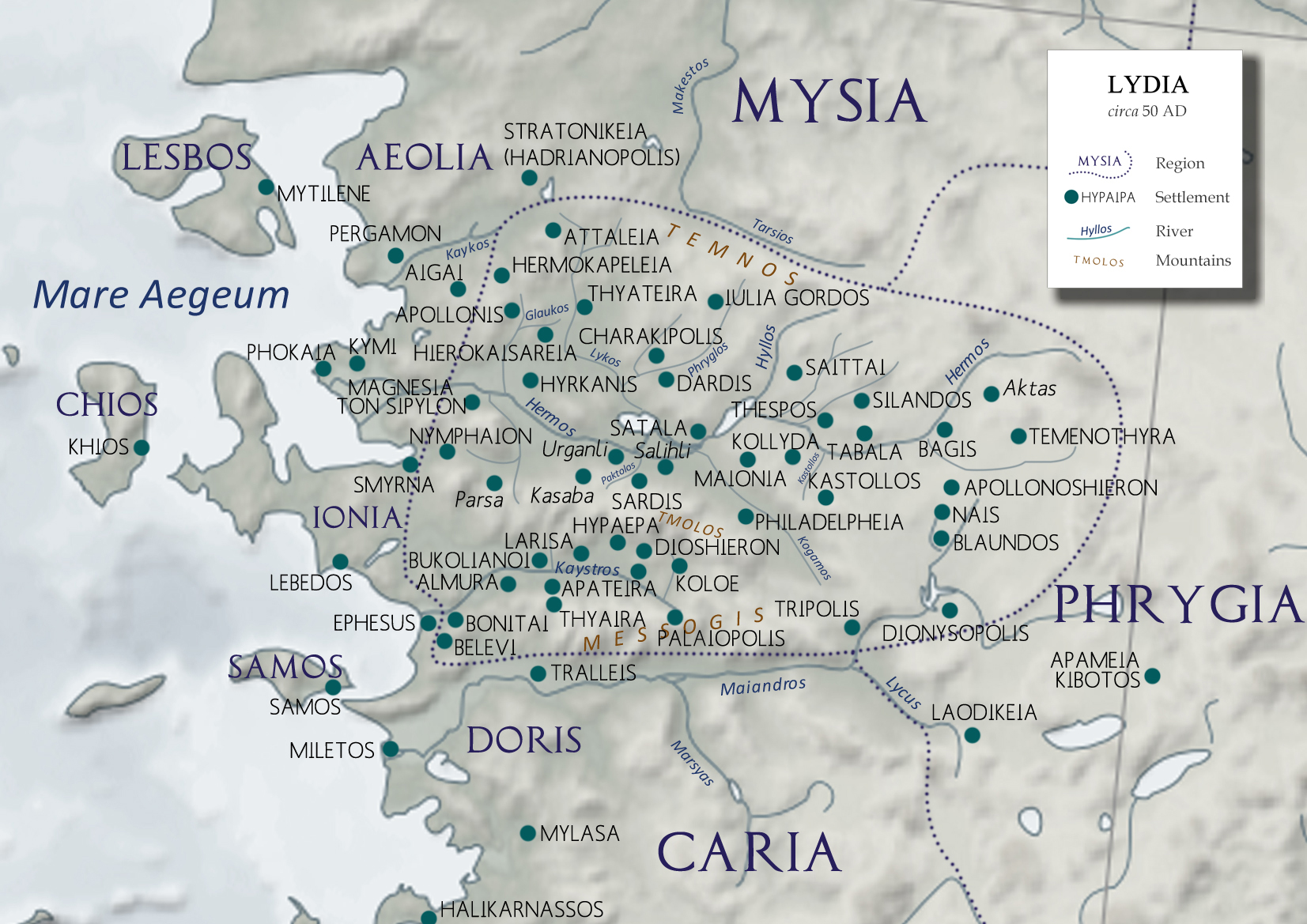
Carte de Lydie, avec Hypèpes au centre sous le nom latin de « Hypaepa ».

Hypèpes (en grec ancien Ὕπαιπα / Húpaipa avec pour gentilé Ὑπεπηνός / Hupepēnós ; en latin Hypaepa avec pour gentilé Hypaepenus), dont les habitants sont appelés Hypépènes, est une ancienne cité grecque de Lydie en Asie mineure, située au nord du Caÿstre, à 62 km d'Éphèse. Ovide y fait notamment naître le personnage mythologique d'Arachné, tisseuse transformée en araignée par Athéna. Son emplacement est identifié par les voyageurs français Cousinéry et Texier et confirmé par des fouilles menées en 1892, au nom du gouvernement ottoman.
Hypèpes est aujourd'hui un siège titulaire vacant de l'Église catholique.

## Personnalités liées à la ville
- Dioclès d'Hypèpes, vainqueur des 178e Jeux olympiques antiques en 68 av. J.-C. ;
- Augustin Henninghaus, évêque titulaire Hypèpes (de) entre 1904 et 1939 ;
- Raymond Lane, évêque titulaire d'Hypèpes entre 1940 et 1974.